# Allison Scagliotti Smith
Allison Scagliotti-Smith (Monterey, Califórnia, 21 de setembro de 1990) é uma atriz dos Estados Unidos.
Allison teve muitos papéis em vários seriados. Ganhou fama ao interpretar Mindy Crenshaw no seriado Drake & Josh, da Nickelodeon.

## Trabalhos

### Zoey 101
Scagliotti também teve participação especial no episódio 10 de Zoey 101, outro seriado da Nickelodeon, onde interpreta uma garota do jornal da escola PCA e que tenta roubar os desenhos da mochila de Zoey, para vender.

### Drake & Josh
Allison interpreta Mindy Crenshaw no seriado Drake & Josh. É uma garota rica e linda que sempre gostou muito do Josh, mas como não sabia admitir isso, tentava superá-lo em (quase) tudo, vencendo-o na Feira de Ciências, tirando notas maiores. Na 3ª temporada ela e Josh assumem o que sentem um pelo outro e finalmente começam a namorar. Seus pais são ricos e muito chatos. Ela uma vez foi para um manicômio por ter colocado o carro da Senhora Hayfer na sala de aula, mas a Senhora Hayfer acusou o Drake porque ela o odeia - Mindy queria se vingar pois a professora não tinha lhe dado 10 em uma prova que ela havia feito 4 anos atrás.

### Diário De Uma Adolescente
Allison interpreta Sawyer Sullivan. Namora o garoto cujo Jamie gosta. É popular, metida e muito esnobe. É quase sempre vista com suas amigas (que mais parecem suas seguidoras).

### Smallville
Allison interpretou Jayna, dos Supergêmeos, no episódio 8, "Idol", na nona temporada em Smallville (série).

### Warehouse 13
Atuou na série da Syfy, Warehouse 13 como Claudia Donovan, uma garota de 19 anos que passou toda sua vida procurando uma salvação para seu irmão, um pupilo de Arthur Nielsen e acabou desaparecendo. Por ser muito inteligente - ela hackeou os computadores do Depósito e conseguiu entrar sem ser pega - ela acaba sendo recrutada como uma agente do Depósito.
Por ter vivido sua vida toda por trás dos computadores e buscando o irmão, tem problemas com relacionamentos e sua marca registrada são as piadas geeks sobre Star Wars e afins.

### Stitchers
Atualmente Alison faz parte do elenco da série Stitchers, exibida pala ABC Family, interpretando Camille Engelson, amiga e colega de quarto de Kirsten Clark (Emma Ishta).